# Takovo
Pour les articles homonymes, voir Takovo (homonymie).
Takovo (en serbe cyrillique : Таково) est un village de Serbie situé dans la municipalité de Gornji Milanovac, district de Moravica. Au recensement de 2011, il comptait 459 habitants.

## Histoire

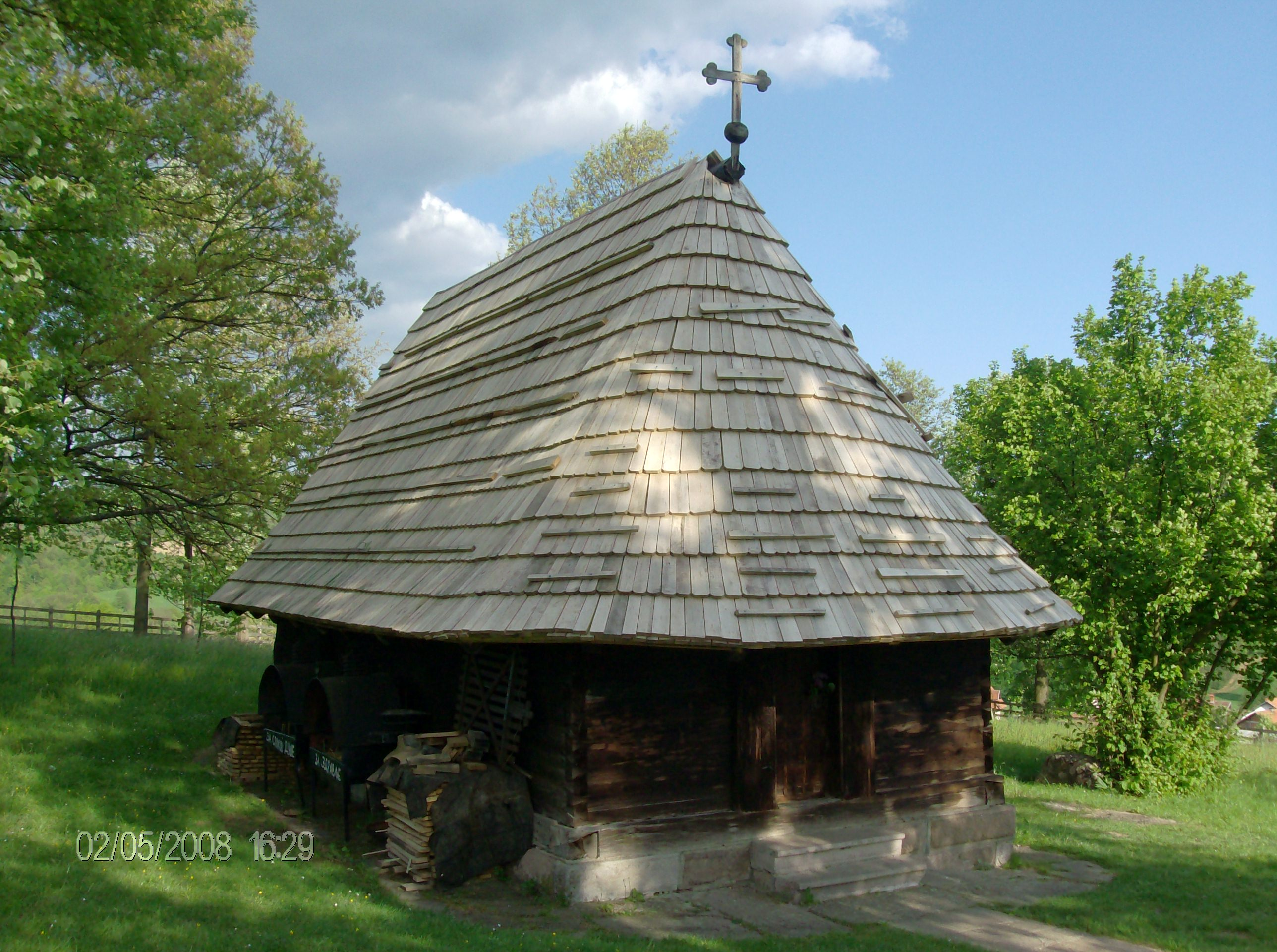
L'église en bois de Takovo.

L'église en bois de Takovo, dédiée à saint Georges, a été construite en 1795. Elle est inscrite sur la liste des monuments culturels d'importance exceptionnelle de la République de Serbie. Le second soulèvement serbe contre les Ottomans, dirigé par Miloš Obrenović, a commencé dans le village, devant l'église. Cet événement historique inaugural, qui s'est déroulé le 23 avril 1815, le dimanche des Rameaux, est connu dans l'histoire sous le nom de « soulèvement de Takovo ». Un musée, consacré à la rébellion et à ses acteurs, a été ouvert dans le village ; il dépend du Musée de la région de Rudnik-Takovo à Gornji Milanovac.

## Démographie
| 1948 | 1953 | 1961 | 1971 | 1981 | 1991 | 2002 | 2011 |
| ---- | ---- | ---- | ---- | ---- | ---- | ---- | ---- |
| 822  | 795  | 699  | 636  | 620  | 541  | 493  | 459  |

|  |